# Давіно Вергулст
Давіно Вергулст (нід. Davino Verhulst, нар. 25 листопада 1987, Беверен) — бельгійський футболіст, воротар клубу «Антверпен».

## Клубна кар'єра
Народився 25 листопада 1987 року в місті Беверен. Вихованець футбольної школи клубу «Беверен». Дебютував за першу команду 2 грудня 2004 року у Кубку УЄФА 2004/05 у грі групового етапу проти «Бенфіки» (0:3), коли вже на 3-й хвилині основний воротар клубу Бубакар Баррі був вилучений з поля за фол останньої надії. Молодому воротарю відразу довелося пропустити гол з пенальті від Сімау, а потім два м'ячі з гри від Златко Заховича. Надалі Вергулст залишався запасним воротарем і лише у сезоні 2005/06 Верхюльст отримав свій новий шанс, коли Баррі брав участь у Кубку африканських націй з Кот-д'Івуаром. Тоді вісімнадцятирічний голкіпер впорався добре — він навіть відбив пенальті від Хав'єра Портільйо проти «Брюгге», але йому довелося повернутися на лаву запасних після повернення Бубакара.
Так і не ставши основним воротарем у рідному клубі, у грудні 2006 року Вергулст підписав контракт на три з половиною роки з «Генком». Спочатку Давіно і тут був запасним воротарем, але після того як Логан Байї перейшов до «Боруссії» (Менхенгладбах) у січні 2009 року, Вергулст піднявся на позицію першого воротаря. Пізніше того ж сезону «Генк» виграв Кубок Бельгії з Вергулстом на воротах. Втім по ходу наступного сезону з покупкою угорського воротаря Ласло Кетелеша та появою молодого і перспективного власного вихованця Тібо Куртуа Вергулст знову втратив місце в основі. Зрештою «Генк» віддав його в оренду нідерландському «Віллему II» на сезон 2010/11. У першій частині бельгієць був основним воротарем, але у лютому до команду перейшов серб Владан Куйович, і Вергулст втратив місце в основі.
31 серпня 2011 року було оголошено, що контракт між Вергулстом і «Генком» було розірвано за взаємною згодою, а 12 вересня 2011 року він підписав контракт із «Сент-Трюйденом», який мав серйозні проблеми із воротарською позицією після травм Брама Кастро та Марка Волдерса. Там Давіно провів два сезони, після чого перейшов у «Локерен», де протягом п'яти сезонів був основним голкіпером і знову виграв Кубок Бельгії в 2014 році.
Після банкрутства «Локерена» Вергулст кілька місяців був без клубу. У вересні 2020 року він перейшов до клубу грецької Суперліги «Аполлон Смірніс», з яким підписав контракт на один сезон. Спочатку йому довелося деякий час залишатися поза грою через позитивний тест на корону, але 21 жовтня 2020 року він офіційно дебютував за клуб у матчі чемпіонату проти клубу «ПАС Яніна». 24 січня 2022 року він знепритомнів на стадіоні на 55-й хвилині матчу з «Астерасом» після зіткнення з нападником Сіто Паскуалем. 
Наприкінці червня 2022 року він повернувся до Бельгії та підписав дворічний контракт із «Антверпеном». У своєму першому сезоні він зіграв лише 6 ігор за другу команду, яка виступала в 1-му аматорському дивізіоні, але втретє у кар'єрі став володарем Кубка Бельгії та вперше виграв національну першість.

## Виступи за збірні
2004 року дебютував у складі юнацької збірної Бельгії (U-18), за яку загалом провів 4 гри. Згодом у складі збірної Бельгії до 19 років виступив на чемпіонаті Європи 2006 року у Польщі, де зіграв у всіх трьох матчах, але Бельгія посіла останнє місце у групі. Загалом у її складі взяв участь у 6 іграх.

## Титули і досягнення
- Чемпіон Бельгії (1):

«Антверпен»: 2022/23
- Володар Кубка Бельгії (3):

«Генк»: 2008/09
«Локерен»: 2013/14
«Антверпен»: 2022/23
- Володар Суперкубка Бельгії (2):

«Генк»: 2011
«Антверпен»: 2023